# Língua gestual portuguesa
Língua gestual portuguesa (LGP) é uma língua gestual usada em Portugal, por meio da qual grande parte da comunidade surda comunica-se entre si. É processada através de gestos sistematizados e a sua captação é visual. É usada pela comunidade surda, de cerca de 30 000 indivíduos, e também por toda a comunidade envolvente, como familiares de surdos, educadores, professores, técnicos, entre outros.

## História
No século XIX, o rei D. João VI chamou a Portugal Pär Aron Borg, um sueco que tinha fundado no seu país um instituto para educação de surdos e logo em 1823 foi criada a primeira escola portuguesa com essa valência. Assim, embora os vocabulários das línguas gestuais portuguesa e sueca sejam diferentes, o alfabeto tem uma origem comum.
Nos termos da alínea h) do n.º 2 do artigo 74.º da Constituição da República Portuguesa (revisão de 1997), «na realização da política de ensino incumbe ao Estado (…) proteger e valorizar a língua gestual portuguesa, enquanto expressão cultural e instrumento de acesso à educação e da igualdade de oportunidades».
O Dia Nacional da Língua Gestual Portuguesa comemora-se a 15 de Novembro. A comemoração deste dia originou-se dos esforços da Comissão Para o Reconhecimento e Proteção da Língua Gestual Portuguesa e Defesa dos Direitos Das Pessoas Surdas.

## Aspetos linguísticos
Ao realizar a LGP, o gestuante terá uma 'mão dominante', cujo desempenho poderá diferir da 'mão não dominante'. Ao realizar o gesto, este deverá atender aos 5 parâmetros da LGP:
- Configuração das mãos;
- Local de articulação;
- Movimento das mãos;
- Orientação das mãos;
- Componente não manual (expressão e movimento corporal).

Ao ser alterado um destes parâmetros, usualmente, o gesto perde o seu sentido.
Na LGP, a marcação do género ocorre unicamente no caso dos seres animados e geralmente o mesmo só é marcado quando ocorre no feminino, recorrendo-se ao gesto MULHER, como prefixo.
A fim de se marcar o número, na LGP existem vários métodos: por repetição, por redobro (realização do gesto por ambas as mãos) ou por incorporação (recurso a um numeral ou determinativo).
Relativamente à ordem dos elementos na frase em LGP, esta usa uma estrutura específica, não acompanhando a mesma ordem das frases da língua portuguesa. Não existe consenso quanto a qual a ordem predominante: alguns linguistas afirmam que pode ser 'sujeito-objeto-verbo' (S-O-V), outros que é 'objeto-sujeito-verbo' (O-S-V). Nas frases interrogativas, recorre-se à expressão facial, combinada com o recurso a pronomes interrogativos, que ocorrem no final da frase. As frases negativas podem ser elaboradas de diversas maneiras, por exemplo, recorre-se à expressão corporal, especialmente o movimento da cabeça, ou executa-se o gesto NÃO ou ainda utilizando uma forma específica de verbo na forma negativa, como por exemplo NÃO QUERER.
Embora a LGP seja considerada um meio de comunicação principalmente na comunidade surda, sendo considerada a língua materna, ela não consegue abranger todos os tipos de informação, pois ainda se encontra dificuldades ao expressar conteúdos matemáticos.
Na LGP não existe discurso indireto. As mudanças do discurso indireto para o direto fazem-se através da expressão corporal, mais especificamente, à deslocação do gestuante no espaço, transferindo para cada uma das posições, papeis diferentes.